# Partyzanci (frakcja PZPR)

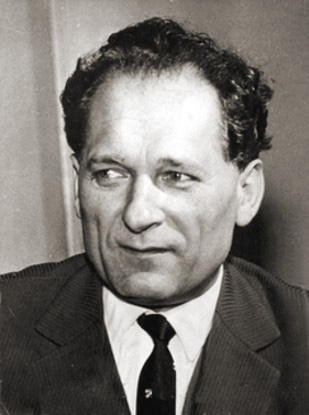
Mieczysław Moczar

Partyzanci (również moczarowcy) – określenie nieformalnej frakcji w Polskiej Zjednoczonej Partii Robotniczej, powstałej w latach 60. XX wieku, głównie z inicjatywy Mieczysława Moczara i Grzegorza Korczyńskiego. Nazwa nawiązywała do okupacyjnej przeszłości Moczara i Korczyńskiego, dowodzących oddziałami partyzanckimi oraz etosu kombatanckiego.

## Powstanie frakcji
Mieczysław Moczar będąc od listopada 1956 do grudnia 1964 wiceministrem, a następnie ministrem spraw wewnętrznych, skupił wokół siebie grupę działaczy partyjnych i państwowych średniego i niższego szczebla oraz byłych żołnierzy Armii Ludowej. Moczar wspólnie z Korczyńskim rozpoczęli również skupianie wokół siebie młodych działaczy, głównie o orientacji nacjonalistycznej, pozbawionych możliwości awansu wskutek blokowania stanowisk przez starsze pokolenie. Tych spośród nich, którzy nie uczestniczyli w walce z niemieckim okupantem ze względu na młody wiek, zwano „patriotami”. Do realizacji własnych celów Moczar wykorzystywał również Związek Bojowników o Wolność i Demokrację, którego od września 1964 był prezesem. Z czasem zyskali poparcie członków Biura Politycznego KC PZPR Zenona Kliszki i Ryszarda Strzeleckiego. Z frakcją partyzantów związani byli m.in. generałowie Grzegorz Korczyński, Franciszek Szlachcic, Teodor Kufel, Jan Czapla, Mieczysław Róg-Świostek, Tadeusz Pietrzak, pułkownik Marian Janic i inni. Do popierających frakcję należał również członek Rady Państwa (wcześniej wicemarszałek Sejmu) Józef Ozga-Michalski z satelickiego ZSL.

## Ideologia
Jacek Kuroń charakteryzował ideologię „partyzantów” następująco: „Była ona – po pierwsze – narodowo-polska, wojskowa, kombatancka i oficjalnie zwrócona przeciw tak zwanemu nihilizmowi narodowemu [...]. Była to – po drugie – ideologia nieco po plebejsku egalitarna, atakująca różne przywileje – majątku, stanowiska, urodzenia. W tej właśnie płaszczyźnie umieściłbym głoszony przez jej heroldów kult pracy fizycznej, dyscypliny i porządku oraz pewien obyczajowy purytanizm”.
„Partyzanci” głosili swoisty etos kombatancki z elementami nacjonalizmu. Nacjonalizm ten był skierowany głównie przeciw Niemcom, Ukraińcom, następnie również przeciwko Żydom, którym śladem „natolińczyków” przypisywano decydującą rolę w represjach stalinowskich w Polsce. W sposób bardziej skryty kierowali również swoją wrogość wobec Sowietów, przeciwstawiali walczących w partyzantce komunistów tym przybyłym do Polski wraz z Armią Czerwoną (w „szynelach”). Koteria przedstawiała się jako narodowi komuniści.
Bazę dla ideologii „partyzantów” stanowiły liczne w tym okresie publikacje dotyczące walk prowadzonych przez komunistyczną partyzantkę, przede wszystkim Barwy walki autorstwa samego Moczara, zekranizowane w 1964 r.

## Cele frakcji
Oficjalnie „partyzanci” głosili lojalność wobec Władysława Gomułki, w kontaktach nieoficjalnych sugerowano zastąpienie go kimś energiczniejszym i młodszym.
Faktycznie realizowanym celem było zwiększenie wpływów w PZPR, co było połączone z chęcią odsunięcia od stanowisk starszego pokolenia działaczy, często pochodzenia żydowskiego. W tym celu wykorzystywano antysemityzm i postulaty walki z kosmopolityzmem, przeciwstawionym patriotyzmowi. Wyolbrzymiano przy tym poparcie ze strony osób pochodzenia żydowskiego dla Izraela podczas wojny sześciodniowej w 1967 r. oraz udział dzieci niektórych działaczy w opozycji studenckiej. Działania „partyzantów” skierowane były głównie przeciwko resztkom grupy „puławian”. Nie jest do końca jasne, czy „partyzanci” planowali obalić Gomułkę, czy też chcieli zapewnić Moczarowi pozycję drugiej osoby w partii.
Apogeum znaczenia „partyzantów” stanowiły czystki antysemickie w partii i instytucjach państwowych następujące po marcu 1968.
Andrzej Paczkowski i Wojciech Roszkowski poświęcają dużo uwagi tzw. ofensywie partyzantów GL i AL z Mieczysławem Moczarem na czele w latach 60 a popieranej przez część bechowców i akowców. Wysuwali oni hasła patriotyczne i akcentowali tożsamość narodową, dążąc do osłabienia zależności Polski od ZSRR. Według Andrzeja Paczkowskiego, wiele środowisk niekomunistycznych traktowało te hasła jako poważną ofertę współpracy, nie wyłączając Episkopatu. Dla znacznej części polskiej opinii niekomunistycznej, w tym także dla Kościoła - pisze on - łatwiejsze było zaakceptowanie narodowego komunizmu partyzantów niż proponowanego przez liberałów i rewizjonistów demokratycznego socjalizmu Kołakowskiego, Brusa i Krzywego Koła. Wśród sojuszników partyzantów Paczkowski wymienia Stefana Olszowskiego, Stanisława Kociołka, Jerzego Łukaszewicza i Wojciecha Jaruzelskiego. Zdaniem Jerzego Eislera: „Moczar usiłował poprzez ZBoWiD tworzyć swoistą narodową jedność kombatantów z AL i AK, umiejętnie wykorzystując wspólnotę kombatancką tych, którzy dla Ojczyzny stracili młodość, walcząc po lasach z hitlerowcami, oraz fakt powojennych represji, które - jak wiadomo dotknęły nie tylko akowców, ale też część byłych partyzantów AL. Otwierała się w ten sposób droga do partyzanckiej współpracy i część byłych żołnierzy i oficerów AK wyrażała na to zgodę”. Inaczej odnosi się do tej kwestii Wojciech Roszkowski. Jego zdaniem ofensywa partyzantów była wymierzona przeciwko „syjonistom, rewizjonistom i kosmopolitom w partii, a posługiwano się w niej antydemokratyczną i pseudonarodową demagogią”.